# Dresdner Geschichtsbuch
Dresdner Geschichtsbuch ist der Titel einer Reihe von Sammelwerken zur Geschichte der Stadt Dresden, die in 18 Ausgaben jeweils als gebundenes Werk von 1995 bis 2013 in der Herausgeberschaft des Stadtmuseums Dresden erschien. Im Unterschied zu anderen Buchreihen wurden die Einzelausgaben lediglich durchnummeriert und erhielten jeweils keine eigenen Titel.

## Geschichte

### Vorgeschichte
Bereits im Oktober 1994 entstand die Idee, eine mehrbändige Buchreihe zur Geschichte der Stadt Dresden zur 800-Jahr-Feier der Stadt im Jahr 2006 herauszugeben. Während dabei vor allem an eine aktuelle und auf neuestem wissenschaftlichen Forschungsstand basierende Ausgabe gedacht wurde, hatten die Vertreter des Stadtmuseums Dresden eine andere Idee. Friedrich Reichert konzipierte recht rasch mit seinen Mitarbeitern die Idee, mehrere Sammelwerke (Sammelbände) zu verschiedenen Einzelthemen zu veröffentlichen, die die zahlreichen und mehr oder minder großen „weißen Flecken“ in den Bereichen Stadtteil-, Kunst-, Wirtschaft- und Sozialgeschichte ausfüllen sollten, ohne etwa die „Gesamtidee“ der mehrbändigen Stadtgeschichte zu konterkarieren.
Für die einzelnen Werke selbst war von vornherein an eine lose Zusammenstellung von Beiträgen gedacht, für deren Mitarbeit die Gruppe sowohl den damaligen Direktor des Stadtmuseums, Matthias Griebel, wie auch den Leiter des Stadtarchives Dresden, Thomas Kübler gewinnen konnte. Auch der Dresdner Geschichtsverein sagte seine Mitwirkung zu, bestand doch in diesem Rahmen auch eine Publikationsmöglichkeit für Beiträge des Vereines, die weit über den gesteckten Rahmen der Dresdner Hefte hinausgingen, aber den Verein finanziell nicht forderte.
Als schwierig erwies sich, einen geeigneten Verleger zu finden, der bei trotzdem relativ kleinem Budget bereit war, einen Teil der wirtschaftlichen Verantwortung, also vor allem den Abverkauf einer (oder mehrerer) solcher Ausgaben mitzutragen, der DZA Verlag für Wissenschaft und Kultur in Altenburg sagte schließlich zu.
Die Anfrage nach Autoren 1994 zeigte anfangs verhaltene Resonanz, die jedoch nach dem Erfolg der ersten Ausgabe schnell zurückstand.

### Start mit dem ersten Ausgabe 1995
1995, also nicht einmal ein Jahr nach der Diskussionsrunde erschien das Dresdner Geschichtsbuch 1 und wurde zum ersten Erfolg. In seinem Grußwort beschrieb der damalige Oberbürgermeister Herbert Wagner den Anspruch der aufzubauenden Reihe, die sich in der Tradition des Vorläufers des „Dresdner Geschichtsvereins“ von 1869 genauso befände, wie in der der von der Stadt Dresden in den 1920er und 1930er Jahren herausgegebenen Jahrbücher und „Dresdner Kalender“ und diese historische Dreiecksbeziehung – Stadtmuseum, Stadtarchiv und Geschichtsverein – betonte. In diesem betonte er auch, dass neben den genannten Themen auch Stadtteilgeschichte, Persönlichkeiten, Alltagsgeschichte und Baugeschichte interessantes Bildmaterial beitragen, wie auch viele unbekannte stadtgeschichtliche Details, wie das Leben der Bürger, auf einen reichen Schatz an Sammlungen zugreifen könnten. Wagner kündigte an, dass bis zum 800-Jahr-Jubiläum jedes Jahr ein Band erscheinen solle (also zehn Bände).
Sechzehn, zum Teil mehrseitige Anzeigen von Sponsoren, bereits in der ersten Ausgabe, zeigten allerdings das hohe Interesse an einer solchen Veröffentlichung: Die Auflage war nach deren Erscheinen auch binnen weniger Wochen abverkauft, so dass in der Folge auch aus diesem Grund die Zusage, dass jedes Jahr eine weitere Ausgabe erscheinen würde, eingehalten werden konnte.

### 2002 bis 2013
Das hohe Interesse einerseits, wie auch die qualitativ hochwertige Verarbeitung der Einzelausgaben, führten dazu, dass bereits 2003 entschieden wurde, diese Reihe auch über einen zehnten Band und über 2006 hinaus – anders, als ursprünglich beabsichtigt – fortzusetzen. Das geschah einerseits auf dem Hintergrund, dass 2002 die Buchkonzeption für die sogenannte „dreibändige Stadtgeschichte“ (Geschichte der Stadt Dresden, Band 1–3, Theiss, Stuttgart 2005–2006) bestätigt wurde und für diese im November 2002 Uwe John als Redakteur und Schriftleiter gewonnen wurde. Als der damalige OB Ingolf Roßberg auf dem Hintergrund der damaligen ausgesprochen prekären Haushaltssituation der Stadt die Zusage der Stadtsparkasse Dresden erhielt, die Erstellung dieser „dreibändigen Stadtgeschichte“ großzügig zu fördern, war dann vorgezeichnet, dass viele Themen sich weiterhin für die Veröffentlichung in einem Sammelwerk eignen, da sie in der „dreibändigen Stadtgeschichte“ nicht abgebildet werden können, beide Veröffentlichungen standen und stehen auch nicht in Konkurrenz zueinander.
Gleichwohl zeichnete sich etwa ab 2008 ein gewandeltes Publikumsinteresse ab, dass eher in Richtung Monographien ging, wie auch durch die sich stets weiter verstärkende Internet-Nutzung, insbesondere der jüngeren Menschen, dass die Buchreihe zunehmend in Frage stand. Nachdem 2011 feststand, dass Friedrich Reichert, der bisher die Herausgabe innerhalb des Stadtmuseums verantwortete, 2013 in den Ruhestand gehen würde, wurde entschieden, dass in diesem Jahr mit der Ausgabe der Nummer 18 die vorerst letzte Nummer erscheinen solle, man wolle, so Reichert, in einer Pause die Konzeption neu überdenken. Eine weitere Nummer des Sammelwerkes ist seitdem nicht erschienen.

## Statistisches

### Inhalte
Wie bereits in der ersten Ausgabe angekündigt, widmeten sich die einzelnen Ausgaben – das Dresdner Geschichtsbuch erschien zu keinem Zeitpunkt in „Bänden“, sondern stets in einzelnen Ausgaben, die sich ihrerseits nur durch den Einbandtitel, den Vortitel, das Jahr und die unterschiedliche Einbandfarbe unterscheiden lassen – folgenden Sachgebieten bzw. Themenkreisen (Auswahl, alphabetisch geordnet):
1. Alltagsgeschichte
2. Archäologie
3. Dokumentationen
4. Kunst- und Kulturgeschichte
5. Medizingeschichte
6. Personen und Persönlichkeiten
7. Stadtteilgeschichte und Stadttopographie
8. Verwaltungsgeschichte
9. Volkskunde
10. Wirtschaftsgeschichte

### Autoren
Als mehr oder minder regelmäßig publizierende Autoren waren neben Friedrich Reichert, der als Archivar auf die reichen Bestände sowohl des Stadtmuseums als auch des Stadtarchives „von Amts wegen“ zugreifen konnte, vorrangig Mitarbeiter des Stadtmuseums, wie Christel Hermann, Gisela Hoppe, Sieglinde Richter-Nickel oder Christel Wünsch, vertreten. Ebenfalls konnten „etablierte“ Historiker, wie Holger Starke oder der Musikwissenschaftler Hans John, der Leiter des Stadtarchivs, Thomas Kübler, aber auch Fachleute zu ganz bestimmten Themenkreisen, wie zum Beispiel die Ethnologin Heidrun Wozel oder Architekten, wie Karl-Heinz Löwel, gewonnen werden. Ehrenamtliche Heimatforscher, wie Eva Köllnberger oder Siegfried Bannack gehörten ebenfalls mit zu den Autoren.

### Statistik
Mit der Vorstellung des Bandes 18 (so die damalige Presse, ist aber die Nummer 18) des „Dresdner Geschichtsbuches“ und der Bekanntgabe, dass dies der (vorerst) letzte Band sei, stellte Friedrich Reichert dazu eine Statistik vor: Es gab 133 Autoren, 207 Beiträge entstanden, die 18 Bücher haben 5085 Seiten mit 6639 Abbildungen und nehmen 44 Zentimeter im Bücherregal ein.
Knapp 200 Wikipedia-Artikel der deutschsprachigen Wikipedia verweisen auf diese Reihe, entweder in den Einzelnachweisen oder im Abschnitt „Literatur“.